# Cinéma indépendant
 (avril 2015).
Si vous disposez d'ouvrages ou d'articles de référence ou si vous connaissez des sites web de qualité traitant du thème abordé ici, merci de compléter l'article en donnant les références utiles à sa vérifiabilité et en les liant à la section « Notes et références ».

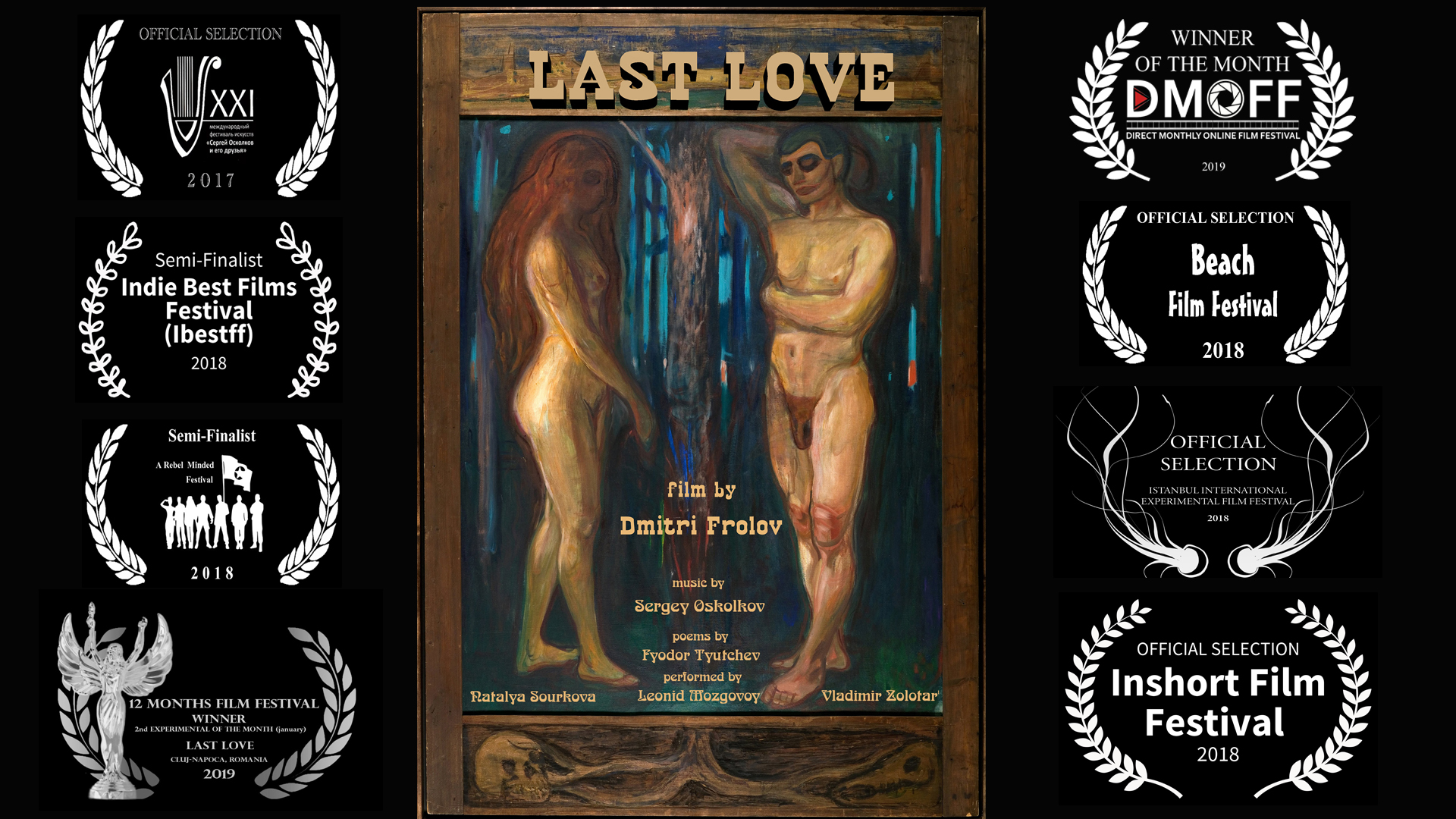
Affiche du film indépendant «Last Love» qui a gagné plusieurs prix.

« Cinéma indépendant » définit l'ensemble du cinéma produit en dehors des conglomérats médiatiques et réclamant une certaine autonomie par rapport aux méthodes de production, conventions et politiques du cinéma populaire.
Par extension, cette catégorie peut inclure le cinéma amateur, le cinéma expérimental, le cinéma de guérilla et, dans une certaine mesure, le cinéma de genre et certains cinémas nationaux comme Dogme95.

## Organismes et manifestations

### France
En France, il est défendu par l'Association du cinéma indépendant pour sa diffusion (ACID). Il existe plusieurs chaînes de cinéma indépendant comme les cinémas Utopia ou le circuit Les Écrans de Paris.
Un festival international du cinéma indépendant a vu sa première édition en (2016) à Saint-Mitre-les-Remparts.
Parmi les films indépendants en France, on peut citer :
- Cinématographie (1978)
- L'État de bonheur... permanent (1981)
- La Vie rêvée des anges (1998)
- À ciel ouvert (2013)
- Du bleu au-dessus des toits (2014)
- Les Années Super 8 (2022)

### États-Unis
Aux États-Unis, on oppose souvent cinéma hollywoodien et cinéma indépendant new-yorkais. Chaque année a lieu dans l'Utah le Festival du film de Sundance, le festival américain du film indépendant. Créé en 1978, il est organisé depuis 1985 par le Sundance Institute, une organisation à but non lucratif créée en 1981 par Robert Redford.
Parmi les films indépendants aux États-Unis, on peut citer parmi les plus notables :
- La Nuit des masques (John Carpenter's Halloween) (1978)
- Rambo (First Blood) (1982)
- After Hours (1985)
- Blue Velvet (1986)
- Comme un chien enragé  (At close range) (1986)
- Barton Fink (1991)
- Reservoir Dogs (1992)
- Clerks : Les Employés modèles (Clerks) (1994)
- Pulp Fiction (1994)
- Ça tourne à Manhattan (Living in Oblivion) (1995)
- Les Glandeurs (Mallrats) (1995)
- Kicking and Screaming (1995)
- Albino Alligator (1996)
- American History X (1998)
- The Big Lebowski (1998)
- Le Projet Blair Witch (The Blair Witch Project) (1999)
- Virgin Suicides (1999)
- Tu peux compter sur moi (You Can Count on Me) (2000)
- The Anniversary Party (2001)
- À l'ombre de la haine (Monster's Ball) (2001)
- The Good Girl (2002)
- American Splendor (2003)
- Speak (2004)
- Napoleon Dynamite (2004)
- LolliLove (2004)
- Sideways (2004)
- La Passion du Christ (2004)
- Les Berkman se séparent (The Squid and the Whale) (2004)
- Mysterious Skin (2004)
- Junebug (2005)
- Hard Candy (2005)
- Thank You for Smoking (2005)
- Little Miss Sunshine (2006)
- Juno (2007)
- Smart People (2007)
- La Famille Savage (The Savage) (2007)
- Sunshine Cleaning (2008)
- (500) jours ensemble ((500) Days of Summer) (2009)
- Paranormal Activity (2009)
- Greenberg (2010)
- Ca$h (2010)
- Winter's Bone (2011)
- Cloud Atlas (2012) des Wachowski, au budget record (102 millions de dollars)  pour un film indépendant
- Moonlight (2016)

### Italie
À Rome, en Italie, Kadour Naimi a fondé et dirigé la société de production et de distribution Maldoror Film (1986-2009), et un Festival Internazionale Cinema Libero (Festival International Cinéma Libre) de 2006 à 2008.

### Centrafrique
À Bangui, après une vague de formation ponctuelle en cinéma en 2017 puis en 2022, s'est formé des groupes de cinéastes qui veulent mettre en avant le cinéma Centrafricain en plein essor. On peut citer, entre autres, l'association Lê Tî Bêafrica et le Resau National de Cinéastes Centrafricains (RNCC).
Parmi les films indépendants en Centrafrique, il y a : 
- Yassitoungou[2] (2008) ;
- C'est ça la France (2019) ;